# Tramwaje w Białogrodzie nad Dniestrem
Tramwaje w Białogrodzie nad Dniestrem − zlikwidowany system komunikacji tramwajowej w ukraińskim mieście Białogród nad Dniestrem.
Linię tramwaju konnego otwarto w 1904. Tramwaje kursowały po torach o szerokości 1524 mm. Tramwaje zlikwidowano w 1930. W mieście istniała jedna linia tramwajowa. 